# Raúl Caballero Aburto
Luis Raúl Caballero Aburto (Ometepec, Guerrero; 17 de diciembre de 1890 - 18 de agosto de 1977) fue un militar y político mexicano, miembro del Partido Revolucionario Institucional, que se desempeñó como Gobernador del estado de Guerrero entre 1957 y 1961.  
Hijo de Juan Caballero Adams y de Natalia Aburto y nieto de Luis Caballero y Góngora Galán y de Victoria Adams. Casado en primeras nupcias con María Rubio, de quien tuvo un hijo, Raúl Caballero Rubio, y en segundas nupcias con Margarita Escandón de quien tuvo dos hijos, Silvia y Raul Caballero Escandón. Durante su juventud realiza estudios en el Heroico Colegio Militar para posteriormente graduarse en la Escuela Superior de Guerra. Después de cursar diplomados especiales en el Fuerte de Knox, en el estado de Kentucky, Estados Unidos es ascendido al grado de General de brigada. A su regreso a México, es nombrado comandante de la zona Militar de Aguascalientes y sucesivamente XXVI zona Militar en la ciudad de Xalapa, en Veracruz. Se le involucró en la Matanza de la Alameda, ocurrida el 7 de julio de 1952 en la Ciudad de México, cuando partidarios de Miguel Henríquez Guzmán fueron reprimidos cuando encabezaban una manifestación. A mediados de 1956, es elegido candidato a la gubernatura de Guerrero, y para el siguiente año es electo gobernador tomando protesta del cargo el 1 de abril de 1957 con todo el apoyo del entonces presidente de México, Adolfo Ruiz Cortines. Su administración fue caracterizada por la elevada designación de cargos a sus familiares, entre ellos su hermano Enrique Caballero Aburto quien fungió como Recaudador de Rentas.
Considerado de mano dura, logró controlar a las bandas de gavilleros que infestaban el estado en esa época, haciendo famoso el Pozo Melendez en Taxco, Guerrero, por ser el lugar donde se arrojaban las víctimas de los enfrentamientos. En 1960, el entonces presidente municipal de Acapulco, Jorge Joseph Piedra lo denunció ante el gobierno federal.
En su tercer informe de gobierno, Caballero Aburto anunció la creación de la Universidad de Guerrero (hoy Universidad Autónoma de Guerrero), en sustitución del Colegio del Estado. Sin embargo, el 21 de octubre de 1960 estalló la huelga de estudiantes demandando la autonomía de la institución y la desaparición de los poderes en el estado. Aquella huelga culminó con el asesinato de estudiantes el 30 de diciembre en la plaza principal de Chilpancingo que lo llevaría a separarse del cargo y funciones de Gobernador Constitucional al desaparecer los poderes en el estado el 4 de enero de 1961. Arturo Martínez Adame tomaría cargo de la gubernatura de manera provisional para terminar el periodo 1957-1963.